# Aleksander Aleksandrovič Bašilov
Aleksander Aleksandrovič Bašilov (rusko Александр Александрович Башилов), ruski general, * 1777, † 1849.
Bil je eden izmed pomembnejših generalov, ki so se borili med Napoleonovo invazijo na Rusijo; posledično je bil njegov portret dodan v Vojaško galerijo Zimskega dvorca.

## Življenje
Končal je paževsko šolo in bil dodeljen carskemu dvoru, kjer je bil paž Katarine II. Velike in Pavla I. 29. januarja 1798 je bil premeščen s činom poročnika v Preobraženski polk, 20. oktobra 1800 je bil povišan v polkovnika ter 24. oktobra istega leta je postal adjutant Pavla I. Zaradi nedostojnega obnašanja v javnosti (v gledališču) je bil 9. februarja 1802 odstranjen z adjutantskega položaja in bil dodeljen diplomatski službi.
14. februarja 1802 je bil dodeljen Navaginskemu mušketirskemu polku, a je že 30. novembra istega leta zapustil vojaško službo. Ponovno je bil aktiviran 3. decembra 1806 kot poveljnik Tambovskega mušketirskega polka, s katerim se je leta 1807 bojeval proti Francozom. Junija 1809 je postal brigadni poveljnik, s katerim se je udeležil avstrijske kampanje in bojev proti Turkom v Bolgariji. 14. junija 1810 je bil povišan v generalmajorja.
V veliki patriotski vojni je sodeloval vse do 15. maja 1813, ko je bil upokojen zaradi ran. Toda leta 1825 je bil ponovno aktiviran in dodan štabu moskovskega vojaškega guvernerja. Ob pričetku rusko-turške vojne (1828-29) je postal poveljnik mobilnega parka 2. armade.
Leta 1830 je postal senator z nazivom tajnega svetnika. Med aprilom 1831 in marcem 1832 je bil direktor stavbne komisije v Moskvi.